# Rossita
La rossita és un mineral de la classe dels òxids. Rep el nom en honor del doctor Clarence Samuel Ross (20 de setembre de 1880 - 19 d'abril de 1975), geòleg i mineralogista nord-americà, del US Geological Survey.

## Característiques
La rossita és un òxid de fórmula química Ca(VO₃)₂·4H₂O. Cristal·litza en el sistema triclínic. La seva duresa a l'escala de Mohs es troba entre 2 i 3. És un mineral dimorf de la calciodelrioïta.
Segons la classificació de Nickel-Strunz, la rossita pertany a «04.HD - Inovanadats» juntament amb els següents minerals: metarossita, munirita, metamunirita, dickthomssenita i ansermetita.
L'exemplar que va servir per a determinar l'espècie, el que es coneix com a material tipus, es troba conservat a les col·leccions mineralògiques del Museu Nacional d'Història Natural.

## Formació i jaciments
Va ser descoberta al túnel Arrowhead, situat al Bull Pen Canyon, al comtat de San Miguel (Colorado, Estats Units). Ha estat descrita en diversos indrets més dels estats nord-americans de Colorado, Arizona, Nou Mèxic i Utah, així com a l'Argentina, l'Equador, la República Txeca, Namíbia i Rússia.